# Моя свобода
«Моя свобода» — шестой студийный альбом группы «Маврин», выпущенный 19 ноября 2010 года, спустя четыре года после выхода последнего на тот момент номерного альбома.

## История создания
Шестой альбом Сергея Маврина продолжает традицию «Запрещённой реальности». Он стал одним из самых концептуальных альбомов группы на сегодняшний день.
Также на пластинке множество сюрпризов, один из которых — видеоклип на песню «Утоли мои печали».
Выход альбома переносили 2 раза. Первый раз с 11 октября на 31 октября. Второй — с 31 октября на 15 ноября.

## Список композиций
| №   | Название                       | Текст песни      | Музыка                                | Длительность |
| --- | ------------------------------ | ---------------- | ------------------------------------- | ------------ |
| 1.  | «Рождение» (инструментал)      | —                | Юрий Алексеев, Сергей Маврин          | 1:14         |
| 2.  | «Моё время»                    | Анна Балашова    | Алексеев, Маврин                      | 5:29         |
| 3.  | «Моя свобода»                  | Балашова, Маврин | Леонид Максимов, Маврин, Артём Стыров | 10:17        |
| 4.  | «Душа»                         | Балашова         | Маврин                                | 5:55         |
| 5.  | «Новый день»                   | Балашова, Маврин | Маврин                                | 7:51         |
| 6.  | «Моё небо»                     | Балашова         | Маврин                                | 5:38         |
| 7.  | «Падшая звезда» (инструментал) | —                | Юрий Забелло, Маврин                  | 2:55         |
| 8.  | «Final» (инструментал)         | —                | Маврин (по мотивам Шуберта)           | 2:08         |
| 9.  | «Show Time»                    | Маврин           | Маврин                                | 3:46         |
| 10. | «Утоли мои печали»             | Балашова         | Маврин                                | 5:22         |

| №   | Название                                   | Текст песни | Музыка | Длительность |
| --- | ------------------------------------------ | ----------- | ------ | ------------ |
| 11. | «Утоли мои печали» (видеоклип, две версии) | Балашова    | Маврин | 10:79        |

## Участники записи

### Группа «Маврин»
- Артем Стыров — вокал.
- Сергей Маврин — гитара, клавишные, речитатив (9).
- Юрий Алексеев — ритм-гитара.
- Леонид Максимов — бас-гитара.
- Дмитрий Завидов — ударные.

### Приглашённые участники
- Анна Балашова — тексты, вокал (9).